# Anaconda (journaliste)
Pour l’article homonyme, voir Anaconda (homonymie).
Adams Diallo, dit Anaconda, né le 18 août 1972 à Adjamé est un journaliste polémiste ivoirien se produisant sur la chaîne RTI 3 de Côte d'Ivoire. Il meurt des suites d'un accident cardiovasculaire le 6 janvier 2024.

## Biographie
ll  est recruté par Zoumana Bakayoko à Radio Ivoire FM en tant que réceptionniste et par sa curiosité et son sens de l’apprentissage lui font gravir les échelons au point de devenir playlisteur de ladite radio.

## Émissions
1. Faha-Faha sur la chaîne privée Ivoire Music TV;
2. Peopl’Emik (PPLK) dans la rubrique ‘’Face à Anaconda;